# جی کسیدی
جی کسیدی (انگلیسی: Jay Cassidy؛ زادهٔ ۱۹۴۹-۰۸) یک تدوین‌گر اهل ایالات متحده آمریکا است.